# Among the Sleep
Among the Sleep là một trò chơi điện tử hành động phiêu lưu kinh dị sinh tồn góc nhìn thứ nhất được phát triển bởi nhà phát triển Na Uy Krillbite Studio cho Microsoft Windows, OS X, Linux, PlayStation 4 và Xbox One. Nó được phát hành vào ngày 29 tháng 5 năm 2014 tại Bắc Mỹ cho PC. Phiên bản PlayStation 4 được phát hành vào ngày 10 tháng 12 năm 2015 trong khi phiên bản Xbox One được phát hành vào ngày 3 tháng 6 năm 2016. Một bản remaster cuối cùng có tên Among The Sleep: Enhanced Edition đã được phát hành cho Windows vào ngày 2 tháng 11 năm 2017 và sau đó được phát hành cho PS4, Xbox One và Nintendo Switch vào ngày 29 tháng 5 năm 2019.

## Cốt truyện
Trong trò chơi Among The Sleep, ta sẽ vào vai một cậu bé sơ sinh tuổi tập đi đang tổ chức sinh nhật lần thứ 2 với người mẹ của mình. Trong lúc ấy, có một tiếng gõ ở bên ngoài nên người mẹ đi ra mở cửa. Cậu bé sẽ nghe thấy những tiếng cãi vã, ồn ào ngay sau đó. Lát sau, người mẹ quay trở lại với hộp quà trên tay và bế cậu lên trên tầng để bạn có thể chơi với nó. Món quà - một chú gấu bông tên là Teddy, được biết là đồ chơi mà người cha - đã ly dị với người mẹ không lâu trước đó - tặng cho cậu nhân dịp sinh nhật 2 tuổi.
Xuyên suốt trò chơi, cậu bé cùng với Teddy phải đi thu thập ký ức của mình, qua những cái bóng đen bí ẩn, công viên u ám, tòa nhà rộng lớn đáng sợ, đồng thời bị truy đuổi bởi những con quái vật. Khi đã tìm đủ ký ức, cậu bé chập chững thoát khỏi thế giới mờ ảo đó thì con quái vật bóng đen đã bắt được cậu, xé rách Teddy, để cậu rơi thẳng xuống vực sâu. Cậu bé nhặt cái tay còn sót lại của Teddy và đi theo ánh sáng mịt mù, cậu nghe được những tiếng tranh luận lớn của cha mẹ và hình ảnh người mẹ say xỉn hóa thành quái vật bóng đen. Trở về nhà, cậu bé thấy mẹ mình đang ngồi khóc lóc bên những chai rượu và chú gấu Teddy.
Từ đó, bí ẩn những chai rượu lăn lóc trong các khu vực trước ấy cậu bé đã thám hiểm phần nào hé lộ: Bà mẹ là một con mọt rượu, sự say xỉn đến điên cuồng của bà, trong mắt đứa trẻ, là con quái vật bóng đêm luôn giày vò cậu từ đầu trò chơi.
Khi cậu bé đến gần người mẹ đang sụt sùi để lấy Teddy thì bà ấy đẩy cậu ra xa, sau đó lại ngậm ngùi xin lỗi vì bà không muốn như vậy và tiếp tục khóc. Cậu bé cầm Teddy và lang thang ra bên ngoài, cùng lúc đó, cửa nhà rộng mở với một giọng nam trầm ấm - được cho là giọng nói của cha cậu bé.
Người cha hứa sẽ sửa lại Teddy cho cậu và đón cậu về nhà riêng vì ông đã giành được quyền nuôi con ở tòa phán. 

## Nhân vật trong game

### Người mẹ
Người mẹ là nhân vật phản diện chính. Được gọi đơn giản là "Người mẹ" vì, trong trò chơi, không có thứ gì tượng trưng hay ám chỉ cho cái tên của nhân vật này.
Người mẹ đã ly dị với chồng mình trước các sự kiện trong trò chơi và đã đánh mất quyền nuôi con ở tòa. Đứa trẻ về sau được người cha đón về nhà mới.
Khi trò chơi vừa bắt đầu, người chơi sẽ nhìn thấy hình ảnh bà mẹ đang kỷ niệm sinh nhật lần thứ 2 của con trai mình. Sau khi ra ngoài mở cửa vì nghe thấy tiếng gọi, bà bế cậu bé lên phòng, cầm theo món quà - một chú gấu bông - và để con mình chơi với đồ chơi mới. Lát sau, bà trở lại để cho con ngủ. Đứa bé chợp mắt chưa lâu thì nghe thấy tiếng động ở bên ngoài, trong lúc nửa mơ nửa tỉnh, cậu thấy Teddy bị thứ gì đó lôi đi mất, rồi đến chiếc giường cũi của cậu bị thứ đó lật đổ, để rồi nhận ra người mẹ không có ở nhà. Cậu bé tìm thấy Teddy trong máy giặt, họ quyết định đi tìm người mẹ. Trong suốt cuộc hành trình kiếm mẹ, cậu bé và Teddy phải đi qua những căn phòng dị thường với những bức tranh ghê tởm, vụn thủy tinh từ chai rượu rơi vãi khắp nơi để thu thập những ký ức của cậu bé về người mẹ, chúng sẽ giúp cậu và Teddy có thể nhanh chóng tìm mẹ hơn. Đồng thời, cậu bé cũng bị săn đuổi bởi 3 con quái vật đáng sợ trong hình dáng của chiếc áo khoác, hình dáng của một người nọ với chiếc ô, và hình dáng của một người đàn bà tức giận.
Khi tìm thấy mảnh ký ức cuối cùng, Teddy bị con quái vật xé nát, còn cậu bé thì rơi xuống vực. Ở khu vực cuối cùng - dưới vực thẳm - cậu bé sẽ nghe thấy những tiếng cãi nhau của bố mẹ cậu về chuyện ly hôn cùng những tiếng thét méo mó. Cuối cùng, cậu bé đến gần mẹ và nhặt lấy Teddy thì bị bà mẹ đẩy ra.